# CNOOC Limited
CNOOC Limited (中国海洋石油有限公司) (NYSE: CEO, HKEX: 0883, TSX: CNU

) er et kinesisk Olie- og naturgasselskab. Det er Kinas største producent af råolie og naturgas fra offshore. Det er et betydende datterselskab til det statsejede China National Offshore Oil Corporation, som er blandt Kinas tre største olieselskaber. CNOOC Limited har været børsnoteret på Hong Kong Stock Exchange og New York Stock Exchange siden februar 2001. Selskabet som med i Hang Seng Index i juli 2001. I september 2013 blev selskabet børsnoteret på Toronto Stock Exchange efter overtagelsen af det canadiske olie- og gasselskab Nexen Inc. Selskabet har hovedkvarter i Hongkong.

## Operationer
Selskabets kerneoperationer er i Bohai, det Sydkinesiske Hav og det Østkinesiske Hav. Internationalt har virksomheden olie- og gasaktiver i Asien, Afrika, Nordamerika, Sydamerika og Oceanien.

### China National Offshore Oil Corporation
CNOOC Limiteds moderselskab, China National Offshore Oil Corporation (CNOOC), er tredjestørst i Kina og er primært specialiseret i offshore industri, efterforskning, produktion, service og udvikling, men er også engageret i raffinering og marketing

## Datterselskaber
China Oilfield Services (COSL) er et datterselskab til China National Offshore Oil Corporation. CNOOC Limited opkøbte det canadiske olie- og gasselskab i februar 2013 og det fungerer nu som et datterselskab til CNOOC Limited.